# Politička korupcija
| Manje korumpirano ██ 90 – 100 ██ 80 – 89 ██ 70 – 79 ██ 60 – 69 ██ 50 – 59 | Više korumpirano ██ 40 – 49 ██ 30 – 39 ██ 20 – 29 ██ 10 – 19 ██ 0 – 9 ██ Nema podataka |

Politička korupcija je potkategorija korupcije koja obilježava ilegalno ostvarivanje koristi (nematerijalne ili materijalne) od strane vladinih dužnosnika, odnosno političara. Ilegalne radnje dužnosnika smatraju se političkom korupcijom samo onda kada su te radnje direktno vezane za dužnost koju obavljaju. Politička korupcija ostvaruje se putem podmićivanja, iznude, kronizma, nepotizma, parohijalizma, patronata, trgovanja utjecajem, ucjene, pronevjere i sl.
Politička korupcija može uključivati pozadinske radnje kao što su kriminalitet, trgovina drogom, pranje novca, trgovinu ljudima, trgovinu oružjem i sl. Također, subjekti vlasti političku moć mogu koristiti za ekstenzivnu represiju nad građanima koja se najčešće ostvaruje policijskom brutalnošću.
Definicija političke korupcije razlikuje se od države do države zbog toga što svaki pravni sustav ne prepoznaje iste oblike korupcije. U suvremenom rječniku termin koji obilježava državu u kojoj vlada politička korupcije jest kleptokracija.

## Učinci političke korupcije
Politička korupcija potkopava demokratske procese i načela poštene vlasti tako što zaobilazi zakonom utvrđene političke procedure. Izborna korupcija jedan je od najtežih oblika političke korupcije, zatim je slijedi pravosudna korupcija koja uništava vladavinu prava. Administrativna korupcija rezultira neefektivnim državnim uslugama te može pogodovati određenim građanima koji putem mita dobivaju dozvole, poticaje i sl.
Politička korupcija ima veliki utjecaj na ekonomiju države tako to povećava troškove poslovanja i plaćanja. Korumpirani poreznici pogodovajući poduzetnicima mogu izravno oštetiti državni proračun. Poduzetnicima koji odbiju platiti mito mogu se određivati prekomjerne novčane kazne koje poslijedično mogu dovesti do smanjenja broja poslovnih subjekata u državi. Korupcija također može kreirati ekonomsku distorziju u javnom sektoru tako što će se velike kapitalne investicije usmjeravati u sektore i tvrtke koje su od interesa samih političara, a je od javnog interesa.

## Mjerenje korupcije
Prema indeksu opažanja korupcije za 2016. godinu prikazani su rezultati (pod brojem 1. nalazi se država koja je "najčišća")
1. Danska
2. Novi Zeland
3. Finska
4. Švedska
5. Švicarska
6. Norveška
7. Singapur
8. Nizozemska
9. Kanada
10. Njemačka

Hrvatska se nalazi na 55. mjestu, Srbija na 72., a Bosna i Hercegovina na 83. mjestu. 